# Elements of Life: Remixed
Elements of Life: Remixed – album holenderskiego DJ-a Tiësto zawierający remiksy utworów z albumu Elements of Life.

## Lista Utworów
1. "Ten Seconds Before Sunrise (First State Remix)" - 7:44
2. "Everything (Cosmic Gate Remix)" - 7:53
3. "Do You Feel Me (Roger Martinez Remix)" - 5:08
4. "Carpe Noctum (Fire Element Mix)" - 5:48
5. "Driving To Heaven (Mat Zo Remix)" - 7:10
6. "Sweet Things (Tom Cloud Remix)" - 6:26
7. "Bright Morningstar (Andy Duguid Remix)" - 7:36
8. "Break My Fall (Richard Durand Remix)" - 5:23
9. "In The Dark (Dirty South Remix)" - 5:49
10. "Dance4Life (Fonzerelli Remix)" - 6:18
11. "Elements of Life (Alex Kunnari Remix) " - 6:36
12. "No More Heroes" - 6:23